# Compsocidae
Famille
Taxons de rang inférieur
- Compsocus
- Electrentomopsis
- †Burmacompsocus
- †Paraelectrentomopsis

Les Compsocidae sont une famille d'insectes de l'ordre des psocoptères, du sous-ordre des Troctomorpha, de l'infra-ordre des Amphientometae et de la super-famille des Electrentomoidea.

## Liste des genres
Selon Catalogue of Life (26 mars 2023) :
- Compsocus Banks, 1930
- Electrentomopsis Mockford, 1967
- †Burmacompsocus Nel & Waller, 2007
- †Paraelectrentomopsis Azar, Hakim & Huang, 2016